# マガンダン・ディラグ
『マガンダン・ディラグ』（タガログ語: Magandang Dilag）は、フィリピンのテレビドラマ。2023年6月23日、 GMAネットワークで初公開された。

## 登場人物
ジジ・ロブレス / グレタ・V
演：ヘレン・ブドル